# Société française de phytopathologie
Pour les articles homonymes, voir SFP.
La Société française de phytopathologie (SFP) est une association sans but lucratif créée le 12 mai 1971 par un groupe de chercheurs d’établissements d’enseignement et de recherche.  Elle prolonge la Société de Pathologie végétale et d’Entomologie agricole fondée le 11 février 1914 par Louis Mangin du Muséum national d'histoire naturelle (MNHN) et éteinte en 1939.  Le mycologue Georges Viennot-Bourgin en fut le premier président (1971-1974).  Outre ce dernier, le premier bureau (1971-1972) se composait de : Léon Hirth, CNRS Strasbourg, vice-président ; Hermon Darpoux, Inra Versailles, secrétaire général ; Gabriel Segretain, Institut Pasteur, secrétaire général adjoint ; Charalambos Zambettakis, MNHN, trésorier ; Monique Lemattre, Inra Versailles, trésorière adjointe.  Autres membres fondateurs : Claude Anselme, André Ravisé, Michel Ridé, Maurice Ritter, Jean Semal et L. Ziéglé.
Les objectifs de la SFP sont : 
- d’encourager et de développer les études en phytopathologie, science qui étudie les maladies des plantes et leurs remèdes ;
- de faciliter les relations entre les chercheurs de cette discipline ;
- de favoriser la diffusion des données nouvelles et des connaissances en phytopathologie.

Elle organise un colloque tous les trois ans (en juin 2012 à AgroParisTech puis à Colmar, du 2 au 5 juin 2015).  Le dernier colloque a eu lieu en 2017 à Malo-les-Bains, Nord, en collaboration avec l'EFPP. La SFP participe à l’organisation d’autres colloques francophones dans sa discipline, en particulier les colloques réguliers de phytopathologie d'Aussois en Savoie.
En 2023, la SFP organisera le Congrès International de Pathologie Végétale (ICPP2023) sous le patronage de la Société Internationale de Pathologie Végétale (ISPP). Il se tiendra à Lyon du 20 août au 25 août 2023.